# Celebeszi disznó
A celebeszi disznó (Sus celebensis) az emlősök (Mammalia) osztályának párosujjú patások (Artiodactyla) rendjébe, ezen belül a disznófélék (Suidae) családjába és a Suinae alcsaládjába tartozó faj.

## Előfordulása
Celebesz sziget területén honos, ami Indonéziához tartozik. Betelepítették Timor szigetére.

## Alfajai
- Sus celebensis celebensis Müller & Schlegel, 1843
- Sus celebensis floresianus Heude, 1899
- timor-szigeti disznó (Sus timoriensis) Müller, 1840 - a tudomány mai állása szerint a celebeszi disznó alfaja, Sus celebensis timoriensis Müller, 1840 név alatt.

## Megjelenése
A celebeszi disznó szőre fekete, néhány szőrszála sárga vagy fehér, néhány példánynak vöröses szőrzete van. A kanokra jellemzőek a „varacskok”. Testhossza 80–130 cm. Testtömege 40–70 kg.

## Életmódja
A konda 2-3 állatból áll. A celebeszi disznó éjjel aktív. Tápláléka gyökerek, gyümölcsök, levelek, hajtások, dögök és rovarok. A vadonban átlagosan 10 évig él.

## Szaporodása
Az ivarérettség 18 hónapos korban következik be. A 4,5 hónapos vemhesség végén a koca 1-8 malacot fial. Az elválasztás 3,5 hónaposan következik be.